# Язгулемски хребет
Язгулемският хребет (на таджикски: Қаторкӯҳи Язгулем; на руски: Язгулемский хребет) е мощен планински хребет в западната част на Памир, разположен на територията на Таджикистан. Простира се от запад-югозапад на изток-североизток на протежение около 170 km, между долините на реките Язгулем (на северозапад) и Бартанг (на югоизток), десни притоци на Пяндж и десният приток на Бартанг – река Танимас на североизток. На югозапад завършва при долината на река Пяндж (лява съставяща на Амударя). Средна надморска височина 4500 – 6000 m. Максимална височина връх Независимост (Революция 6974 m), (38°30′35″ с. ш. 72°21′16″ и. д. / 38.509722° с. ш. 72.354444° и. д.). От върха на запад се отделя Ванчкия хребет, а на север – мощния хребет Академия на Науките. Изграден е основно от шисти, пясъчници, варовици и гранити. На северозапад и югоизток по стръмните му, силно разчленени склонове се спускат малки, къси и бурни потоци, притоци на Язгулем, Бартанг и Танимас. До около 4000 m склоновете му са покрити с рядка полупустинна и високопланинска растителност, а нагоре следват вечни снегове и ледници (обща площ около 630 km²).

## Топографска карта
- J-42-Б М 1:500000[2]
- J-43-А М 1:500000[3]